# إلين كارول
إلين كارول (بالإنجليزية: Elaine Carroll)‏ هي ممثلة أمريكية، ولدت في 1984 في نيويورك في الولايات المتحدة.